# Cưỡng đoạt
Cưỡng đoạt (tên gốc tiếng Anh: Taken) là một bộ phim điện ảnh hành động hồi hộp năm 2008 của Pháp do Luc Besson và Robert Mark Kamen viết kịch bản, và Pierre Morel đảm nhiệm vị trí đạo diễn. Phim có sự tham gia của Liam Neeson, Maggie Grace, Famke Janssen, Katie Cassidy, Leland Orser và Holly Valance. Trong phim, Neeson vào vai Bryan Mills, một cựu đặc vụ CIA tìm kiếm cô con gái Kim và đứa bạn thân Amanda sau khi cả hai cô bé bị bắt cóc trong chuyến du lịch tại Pháp.
Cưỡng đoạt đã thu về hơn 226 triệu USD trên toàn cầu. Nhiều phương tiện thông tin đại chúng gọi đây là bước ngoặt trong sự nghiệp diễn xuất của Neeson, giúp anh trở thành một ngôi sao phim hành động. Phim có hai phần tiếp nối là Taken 2 (2012) và Taken 3: Dứt điểm (2014). Năm 2017, loạt phim truyền hình cùng tên được phát sóng trên kênh NBC, với Clive Standen đảm nhiệm vai diễn Bryan Mills.

## Nội dung
Cựu đặc vụ CIA Bryan Mills là người vô cùng yêu thương con gái của mình, anh muốn dùng những thời gian sau khi nghỉ hưu để bù đắp cho con. Một hôm nọ, Kim - con gái Bryan đã xin anh cho phép cô được đi du lịch ở Paris với cô bạn Amanda. Sau một hồi suy nghĩ thì Bryan đã đồng ý mặc dù tâm trạng anh luôn lo lắng cho con. Khi Kim và Amanda đến Paris, họ gặp một thanh niên tên Peter đã cho họ đi nhờ xe taxi về nhà, họ không biết rằng đó là kẻ chỉ điểm của một băng đảng bắt cóc. Peter đã gọi một số gã đàn ông đến nhà bắt Kim và Amanda đi.
Bryan biết là con mình đã gặp chuyện chẳng lành nên liền báo tin cho người vợ cũ Lenore và ông bố dượng Stuart của Kim hay tin. Một người bạn thân của Bryan là Sam đã cho anh biết kẻ bắt cóc Kim là những tên người Albania, chúng thường đi bắt cóc phụ nữ để bán ra nước ngoài làm nô lệ tình dục, và nếu như Bryan không tìm được Kim trong vòng 96 giờ thì sẽ mất Kim mãi mãi. Bryan đi một mình đến Paris, anh định bắt giữ Peter nhưng hắn bị xe tải tông chết.
Bryan đến tìm một cộng sự cũ là Jean-Claude Pitrel để nhờ giúp đỡ. Jean-Claude không đồng ý mà còn cho vài người cảnh sát chìm truy bắt Bryan để trục xuất anh về Mỹ vì thấy Bryan gây nhiều rắc rối kể từ khi anh đến nước Pháp, nhưng Bryan đã chạy thoát được. Tối hôm đó, Bryan đi theo một tên gangster đến một khu công trường xây dựng, nơi đây anh đã thấy một cô gái mặc áo khoác của Kim. Bryan hạ gục hết bọn gangster và đưa cô gái đó đi. Sau khi cô gái tỉnh dậy, cô ta đã cho Bryan biết đầy đủ thông tin về ngôi nhà mà cô và Kim gặp nhau.
Bryan đến ngôi nhà của cô gái nói, anh đụng độ vài gã đàn ông người Albania, anh nhận ra trong đó có tên Marko là người đã bắt cóc con gái mình. Bryan giết hết những tên Albania, anh tìm Kim nhưng không thấy cô ở đâu, chỉ thấy xác chết của Amanda cùng nhiều cô gái khác. Một lát sau Bryan tra tấn tên Marko bằng cách chích điện để bắt hắn khai ra Kim ở đâu, do không chịu đựng nổi nên Marko khai là hắn đã bán Kim cho gã đại gia Patrice Saint-Clair. Bryan sau đó bỏ mặc Marko bị điện giật đến chết. Bryan đến nhà Jean-Claude rồi bắt buộc anh ta cho mình biết địa chỉ nhà của tên Patrice.
Khi tìm được nhà Patrice Saint-Clair, Bryan lẻn vào trong nhưng chẳng may bị bọn thuộc hạ bắt giữ. Tuy nhiên Bryan vẫn thoát ra và đánh gục bọn chúng. Patrice cho Bryan biết hắn vừa bán Kim lại cho một nhóm người Ả Rập. Bryan bắn chết Patrice rồi lấy xe phóng nhanh ra con sông nơi có chiếc thuyền của nhóm người Ả Rập. Bryan nhảy xuống thuyền, anh tiêu diệt hết bọn Ả Rập và cứu được Kim. Hai bố con cùng nhau về Mỹ, Kim được đoàn tụ với mẹ và bố dượng của mình. Bộ phim kết thúc với cảnh Bryan đưa Kim đến nhà cô ca sĩ Sheerah để cô ta dạy Kim bài học hát đầu tiên.

## Diễn viên
- Liam Neeson vai Bryan Mills
- Maggie Grace vai Kim Mills
- Famke Janssen vai Lenore St John
- Katie Cassidy vai Amanda
- Leland Orser vai Sam Gilroy
- Jon Gries vai Mark Casey
- David Warshofsky vai Bernie Harris
- Holly Valance vai Sheerah
- Xander Berkeley vai Stuart St John
- Olivier Rabourdin vai Jean-Claude Pitrel
- Gérard Watkins vai Patrice Saint-Clair
- Arben Bajraktaraj vai Marko Hoxha
- Camille Japy vai Isabelle
- Nicolas Giraud vai Peter
- Goran Kostić vai Gregor
- Nabil Massad vai Raman
- Jalil Naciri vai Ali

## Sản xuất
Cưỡng đoạt được sản xuất bởi công ty EuropaCorp của Luc Besson. Pierre Morel trước đó cũng từng đảm nhiệm vai trò đạo diễn hình ảnh cho Besson, và cả hai cũng từng hợp tác với nhau trong phim điện ảnh đầu tiên mà Morel đạo diễn, District 13. Besson nghĩ ra những ý tưởng về Cưỡng đoạt sau một buổi ăn tối với Morel và nhanh chóng bị cuốn hút bởi ý tưởng về một người bố chiến đấu để bảo vệ con gái. Jeff Bridges là diễn viên đầu tiên được thử vào vai Bryan Mills, nhưng sau khi ông rời bỏ dự án, Liam Neeson đã đồng ý tham gia thay thế với mong muốn được thử sức với một vai diễn cần nhiều thể lực hơn các vai diễn ông từng tham gia. Neeson ban đầu cho rằng bộ phim cũng không hơn gì một "con đường ven biển" đối với sự nghiệp của ông, thậm chí còn cho rằng phim chỉ được phát hành qua các định dạng băng đĩa.

## Phần tiếp nối
Tháng 11 năm 2010, Fox cho biết EuropaCorp sẽ tiếp tục sản xuất một phần phim tiếp nối cho Cưỡng đoạt, dưới sự đạo diễn của Olivier Megaton. Taken 2 ban đầu được công chiếu tại Pháp vào ngày 3 tháng 10 năm 2012, trong phim, Neeson, Janssen, Grace, Gries, Rabourdin và Orser tiếp tục trở lại với các vai diễn trong phần phim đầu. Taken 3: Dứt điểm được công chiếu vào ngày 16 tháng 12 năm 2014.